# 重庆市建设一中
重庆市建设一中（英文：Jianshe NO.1 Middle School）全名建设工业集团有限责任公司第一中学，位于重庆九龙坡区杨家坪直港大道与杨家坪环道交界处旁。

## 历史
前身为建设工业（集团）有限责任公司的子弟学校，建于1970年。成立时，有初高中共十几个班。 2006年脱离建设集团，划归地方管理。在脱离建设集团之前一直与重庆市建设一小共用一个操场。
2009年学校初中部并入九龙坡区天宝实验中学，高中部并入杨家坪中学，原校址由九龙坡区天宝实验小学使用。九龙坡区天宝实验小学继续与重庆市建设一小共用一个操场。
2010年为适应学校发展，重庆市建设一小和九龙坡区天宝实验小学两校整合，正式更名为重庆市九龙坡区第二实验小学。